# Paus Clemens VI
Clemens VI, geboren als Pierre Roger de Beaufort (Rosiers-d'Égletons, 1291 – Avignon, 6 december 1352) was paus van 7 mei 1342 tot aan zijn overlijden in 1352.
Beaufort was benedictijn. In 1329 werd hij benoemd tot aartsbisschop van Sens (1329). Hij werd in 1330 aartsbisschop van Rouen. In 1338 werd hij kardinaal gecreëerd van de Santi Nereo e Achilleo. Hij behoort tot de pausen in het tijdvak van de Babylonische ballingschap der pausen (1309-1376).
In 1343 richtte hij de Universiteit van Pisa op.
Paus Clemens kocht Avignon voor de pausen en voerde oppositie tegen keizer Lodewijk de Beier. Tijdens de pest van de jaren 1348-1350 verleende hij asiel aan de joden in Avignon. Hij veroordeelde de flagellanten, die al boete doend door Europa trokken en de joden de schuld gaven van de pest. Zelf ging hij wonen op de binnenplaats van het Avignon en liet kampvuren aansteken om zich heen, om de lucht te zuiveren. Doordat de vlooien die de pest droegen inderdaad werden tegengehouden door het vuur, werd hij niet ziek. In 1342 benoemde hij vijf van zijn neven tot kardinaal, en in 1348 nog eens drie van zijn neven, waaronder Pierre Roger, de latere paus Gregorius XI. Hij stierf in 1352 aan de gevolgen van nierfalen.
Cursief: tegenpaus
- Bibsys: 90517208
- Biblioteca Nacional de España: XX889780
- Bibliothèque nationale de France: cb12410842g (data)
- Catàleg d'autoritats de noms i títols de Catalunya: 981058514880106706
- Gemeinsame Normdatei: 118563114
- International Standard Name Identifier: 0000 0001 2101 2826
- Library of Congress Control Number: n88103263
- Nationale Bibliotheek van Tsjechië: osd2010555646
- Nationale bibliotheek van Australië: 61541180
- Nationale Bibliotheek van Israël: 987007259666805171
- Nationale Bibliotheek van Polen: a0000001738549
- Nederlandse Thesaurus van Auteursnamen: 073453153
- Istituto Centrale per il Catalogo Unico: SBLV273810
- LIBRIS: 181860
- SNAC: w6031wm2
- Système universitaire de documentation: 067059333
- Trove: 1843056
- Union List of Artist Names: 500248606
- Virtual International Authority File: 51660071
- WorldCat: E39PCjvvtGkqMbbBYrypvjpYrm